# 法勒莫尔
法勒莫尔是德国石勒苏益格－荷尔斯泰因州的一个市镇。总面积6.22平方公里，总人口148人，其中男性76人，女性72人（2011年12月31日），人口密度24人/平方公里。